# Bettysbaai
Bettysbaai este un oraș din provincia Western Cape, Africa de Sud.